# Ontiñena
Ontiñena es un municipio de la comarca Bajo Cinca en la provincia de Huesca (España), situado en una altura al pie de la sierra de su nombre a la derecha del río Alcanadre.

## Historia
- En diciembre de 1194 el rey Alfonso II de Aragón dictó testamento, dejando Ontiñena al monasterio de Sijena (Codoin, 4, p. 395)
- El 9 de mayo de 1207 ya era de Sijena, pues lo confirmaba el papa Inocencio III (UBIETO ARTETA, Documentos de Sigena, nº. 43)
- En 1610 era del monasterio de Sijena (LABAÑA, p. 97)
- En 1845, según MADOZ, Ontiñena tenía:
  - 130 casas
  - Ayuntamiento y cárcel
  - Escuela de primeras letras

## Administración y política
| Período   | Alcalde                   | Partido |  |
| --------- | ------------------------- | ------- |  |
| 1979-1983 | Manuel Oliveros Sanz      | PSOE    |  |
| 1983-1987 | Manuel Oliveros Sanz      | PSOE    |  |
| 1987-1991 | José Pueyo Escanilla      | CDS     |  |
| 1991-1995 | José Pueyo Escanilla      | PAR     |  |
| 1995-1999 | José Pueyo Escanilla      | PAR     |  |
| 1999-2003 | Nuria Soler Ferrer        | PAR     |  |
| 2003-2007 | Nuria Soler Ferrer        | PAR     |  |
| 2007-2011 | Ángel Torres Mur          | PP      |  |
| 2011-2015 | Ángel Torres Mur          | PP      |  |
| 2015-2019 | Ángel Torres Mur          | PP      |  |
| 2019-     | José Javier Ferrer Jordán | PP      |  |

| Partido político    | Partido político                                                    | 1979   | 1983   | 1987   | 1991   | 1995   | 1999   | 2003   | 2007   | 2011   | 2015   | 2019   |
| Partido político    | Partido político                                                    | Ediles | Ediles | Ediles | Ediles | Ediles | Ediles | Ediles | Ediles | Ediles | Ediles | Ediles |
|                     | Partido Popular de Aragón (PP)                                      | —      | —      | —      | —      | —      | 3      | 4      | 5      | 5      | 6      | —      |
|                     | Partido Aragonés (PAR)                                              | —      | 3      | —      | 5      | 3      | 4      | 3      | 2      | 1      | 2      | —      |
|                     | Partido de los Socialistas de Aragón (PSOE-Aragón)                  | 4      | 4      | 3      | 2      | 4      | 3      | 1      | 1      | 1      | —      | 1      |
|                     | Unión de Centro Democrático (UCD)-Centro Democrático y Social (CDS) | 3      | —      | 4      | —      | —      | —      | —      | —      | —      | —      | —      |
| Total de concejales | Total de concejales                                                 | 7      | 7      | 7      | 7      | 7      | 7      | 7      | 7      | 7      | 7      | 7      |

## Demografía
Ontiñena cuenta con una población de 513 habitantes (INE 2024).
| Gráfica de evolución demográfica de Ontiñena entre 1842 y 2021                                                      |
| |
| Población de derecho según los censos de población del INE Población de hecho según los censos de población del INE |

## Monumentos

### Monumentos religiosos
- Parroquia dedicada a Santa María la Mayor (gótica)

Conserva la portada occidental de estilo románico tardío. Nave única con tres capillas. Ábside es poligonal, de aspecto Cisterciense. Del retablo del siglo XV destruido en 1936 sólo se conservan fotografías.
- Ermita de la Virgen del Pilar, incendiada en la guerra civil, y en los años 80 vendida a un particular para su posterior demolición.
- Ermita de San Gregorio

## Cultura
- Varios yacimientos arqueológicos, de época romana; en el Puntal fechables en torno a los Siglos III y II a. C.

### Deporte
Dispone de equipo de fútbol 11, el C.F. Ontiñena, el cual se encuentra actualmente en el Grupo I de la Regional Preferente Aragonesa.
En 2024 se enfrentó en Copa del Rey a la U.D. Las Palmas, de primera división, en Monzón de Río Cinca.

### Fiestas
- Día 5 de febrero en honor de Santa Águeda
- Día 9 de mayo romería al santuario de San Gregorio
- Día 8 de septiembre en honor de la Santa Reliquia

## Personas destacadas
- Juan José Catalán - Poeta y escritor, que nació en 1767. Trabajó en Zaragoza como pintor y dorador, dedicándose también a la literatura. Dejó cerca de una decena de manuscritos sobre aspectos humanos, morales y religiosos, la mayoría de ellos en verso. También publicó un “Diálogo de la curruca en su auge y el pensador virtuoso” (Zaragoza, 1800), en verso; y El pecador arrepentido pidiendo perdón a Dios de sus culpas y pecados (Zaragoza, 1800), también en verso.	[cita requerida]
- Ignacio Ramón de Roda - Prelado, que nació en la segunda mitad del siglo XVIII. Doctor en Teología, fue canónigo penitenciario de la Metropolitana de Santiago de Compostela. En 1814 fue nombrado Obispo de León a instancias del rey Fernando VII, siendo consagrado en Madrid el 26 de febrero de 1815. Fue uno de los diputados que se opuso a que el rey jurara la Constitución, lo que le acarreó multitud de sinsabores y disgustos, por parte de sus enemigos políticos, que aceleraron su muerte en 1821.